# Macharetí
Macharetí è un comune (municipio in spagnolo) della Bolivia nella provincia di Luis Calvo (dipartimento di Chuquisaca) con 9.803 abitanti (dato 2010).

## Cantoni
Il comune è suddiviso in 6 cantoni (popolazione 2001).
- Camatindi - 662 abitanti
- Carandayti - 2.356 abitanti
- Ivo - 968 abitanti
- Macharetí - 1.499 abitanti
- Ñancorainza - 613 abitanti
- Tiguipa - 1.208 abitanti